# Godsdienstsociologie
Godsdienstsociologie is de studie naar (de interactie tussen) religie en samenleving. Zoals de naam doet vermoeden is het een specialisme binnen de sociologie, maar wordt in Nederland meestal beoefend aan theologische faculteiten.
Vrijwel alle grote 'klassieke' sociologen hebben uitgebreid over religie geschreven, zoals Max Weber en Émile Durkheim.
De godsdienstsociologie heeft zich de afgelopen decennia vooral beziggehouden met het onderwerp secularisatie, het proces waarbij religie in veel westerse samenlevingen aan belang inboet op maatschappelijk, sociaal en individueel terrein. J.P. Kruyt was met zijn dissertatie "De onkerkelijkheid in Nederland : haar verbreiding en oorzaken" uit 1933 een van de eersten die in Nederland het onderwerp aan de orde stelde. Andere studies als "God in Nederland" door Walter Goddijn geven duidelijk het verval van de grote kerken (Rooms-Katholiek, Nederlands-hervormd, Gereformeerd) weer. Verder zijn belangrijke onderwerpen (geweest): de verzuiling en nieuwe religieuze bewegingen.
Belangrijke Nederlandstalige godsdienstsociologen zijn:
- J.P. Kruyt
- Walter Goddijn
- Karel Dobbelaere
- Erik Sengers
- Gerard Dekker
- Joep de Hart